# Strandkorb

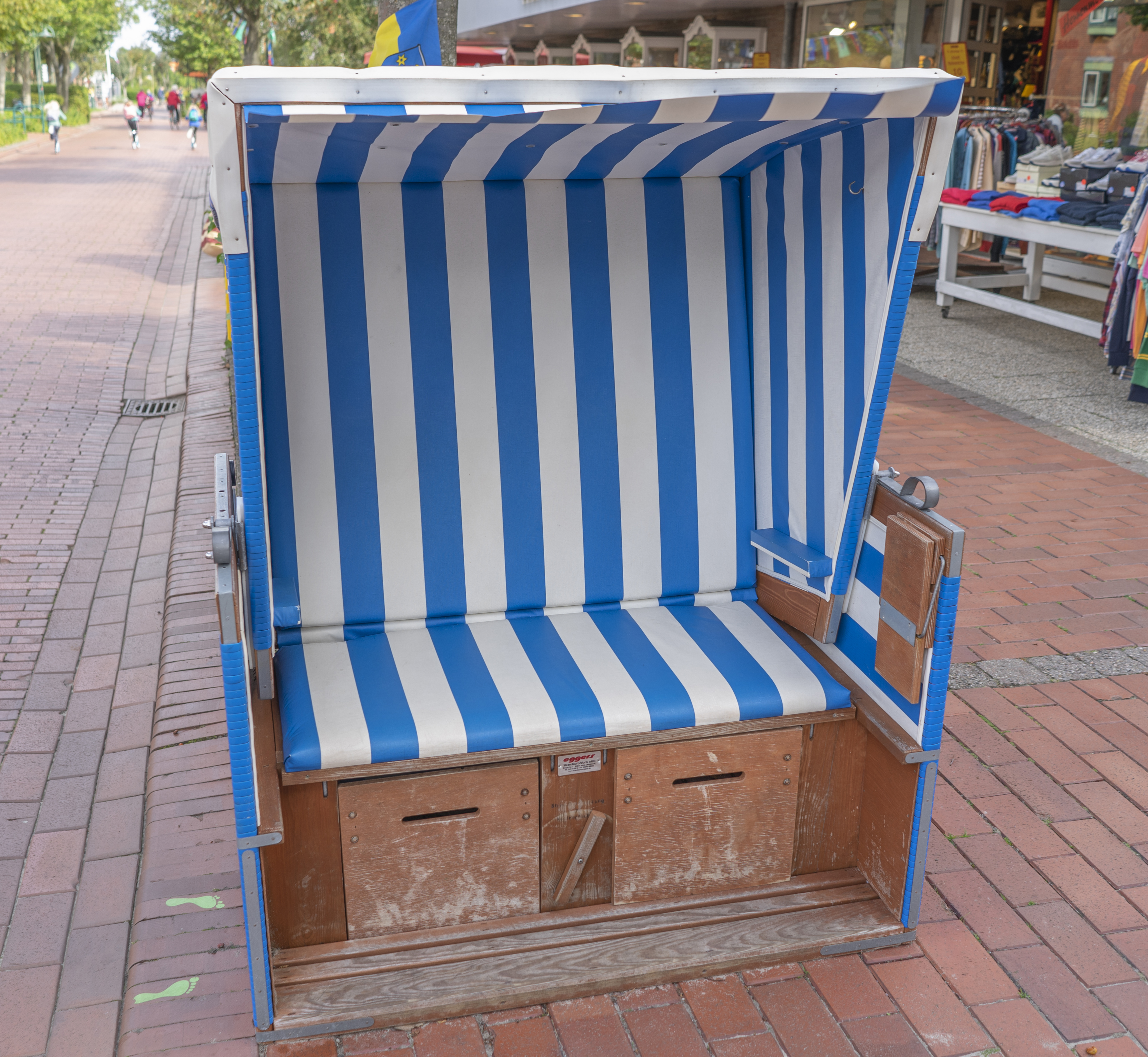
Strandkorb auf Langeoog

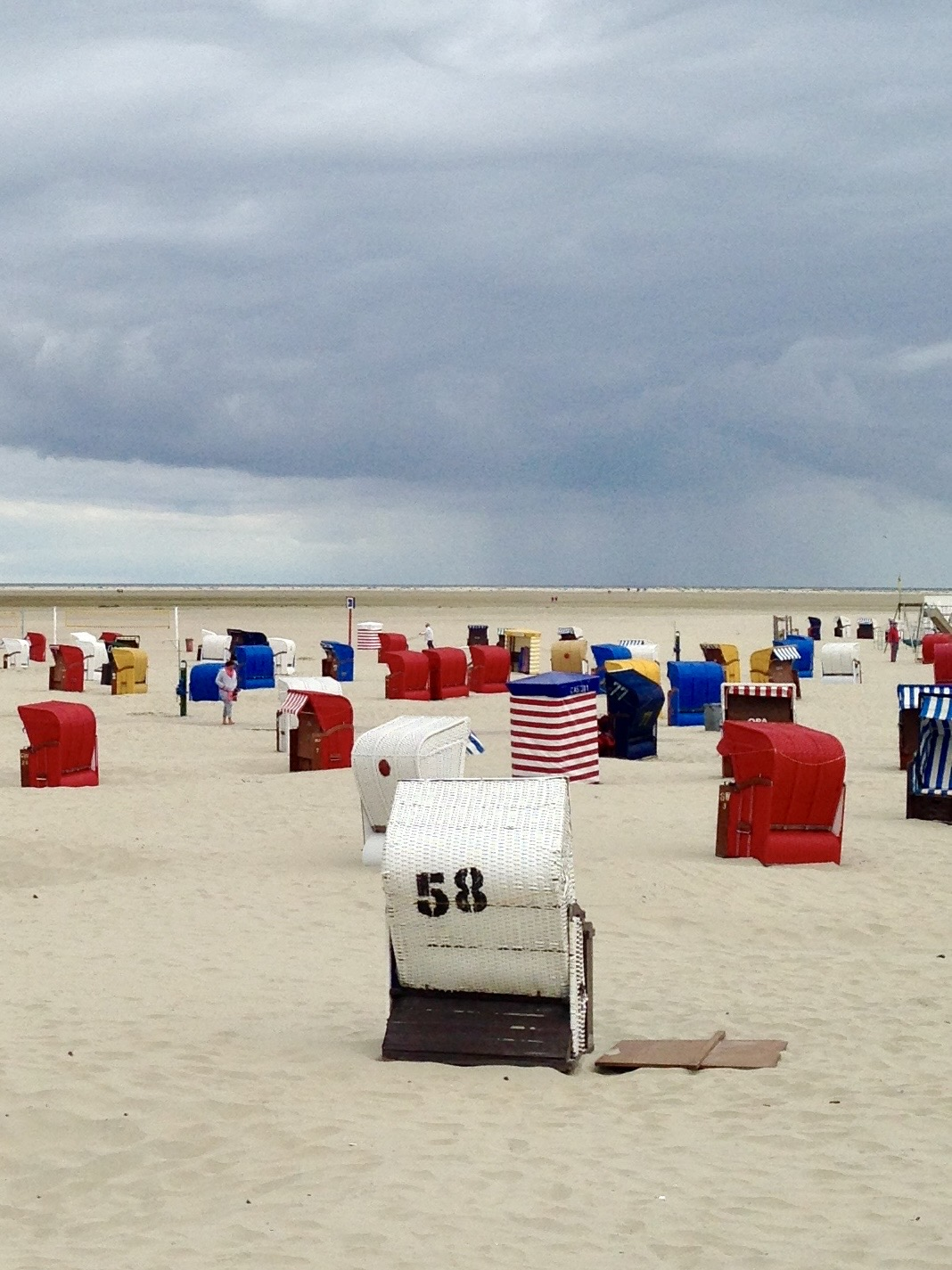
Strandkörbe auf Borkum

Ein Strandkorb ist ein spezielles Sitz- und Ruhemöbel für den Strand. Er besteht aus einem zweiteiligen Holzgestell mit Korbgeflecht. Sein oberes Element bildet eine halbrund gewölbte, überdachte Sitznische. Durch seine Auskleidung mit wetterfestem Stoff schützt er bei Strandaufenthalten vor Wind, Sonne, Regen und Sandflug. Ausziehbare Fußkästen, Markisen und Klapptischchen bieten dem Nutzer einigen Komfort.

## Beschreibung

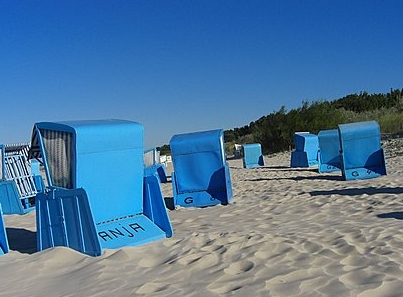
Typ Platte, Ahlbeck (2008)

Das Standardmodell eines Strandkorbs ist ein Zweisitzer und hat seine Form und Bauweise seit etwa 1910 nur unwesentlich verändert. Es ist etwa 160 Zentimeter hoch, 120 Zentimeter breit, 70 bis 80 Kilogramm schwer und besteht aus vier Grundelementen: Der Bock, der die Basis bildet, ist meist aus Kiefer oder Fichte gefertigt, manchmal auch aus Birkenmultiplex- oder Schichtholzplatten, afrikanischem Iroko oder asiatischem Teak, und gegen Witterungseinflüsse behandelt. Am Bock verschraubt sind die beiden Seitenteile, jeweils außen mit Tragegriffen versehen. Die Haube, wie das in ein Dach übergehende Rückenteil genannt wird, ist in zwei bis drei Metallschlaufen rückwärtig am Bock eingehängt, sie bleibt damit beweglich und kann in vier oder fünf Arretierungen nach hinten verstellt werden. Seitenteile und Haube haben ein hölzernes, mit Flechtwerk ausgefülltes Gestell. 95 Prozent der Strandkörbe sind aus Kunststoffstreifen geflochten; wurde Naturmaterial verwendet, ist dies in der Regel aus Asien importiertes lackiertes Rohrbast aus Bambus oder Rattan. In sehr seltenen Fällen ist ein Korb noch traditionell aus Weide gearbeitet.
Ausgekleidet wird der Allwettersitz mit imprägniertem Markisenstoff oder PVC-Folie, die Sitzfläche ist mit Schaumstoff oder Kokosmatte gefüllt. Zur Ausstattung des Grundmodells gehören ausziehbare und gepolsterte Fußkästen, ein oder zwei an Drahtbügeln aufgehängte Seitentischchen, die in einer ausgefrästen Nut einzurasten sind, Armlehnen und an der Dachkante eine abklappbare Sonnenmarkise. Auch eine quergespannte Schnur im oberen Übergang der Rückenlehne zum Verdeck ist fast allen Modellen zu eigen; sie dient dem Aufhängen von Handtüchern oder Textilien. Das Flechtwerk ist gemeinhin weiß oder naturfarben, verwendet werden aber auch andere, oft sonnige oder leuchtende Farben. Bunter ist die Auskleidung, gestreifte Stoffmuster sind beliebt, ebenso auf saisonale Moden zurückgreifende Designs. Zudem verfügen Mietkörbe über Holzgitter, mit denen die Sitznischen bei Nichtgebrauch verschlossen werden und die es dem Nutzer ermöglichen, sein Backbeermus bei Abwesenheit oder über Nacht am Strand zu lassen.
Strandkörbe anderer Größen, vom Einsitzer bis Fünfsitzer, und mit zusätzlichen Ausstattungen, wie einem aufklappbaren Sitz und integriertem verschließbarem Fach, Fußrasten mit Stauraum, großen, abnehmbaren Tischen, drehbarem Untergestell mit Kugelkranzlager, eingenähten Seitentaschen, die man auch Lektüretaschen nennt, werden ebenfalls produziert, gehen aber meist auf Sonderbestellungen zurück. Mit der ihnen nachgesagten Mischung aus „Dekadenz und norddeutschem Pragmatismus“ erfreuen sie sich zunehmender Beliebtheit als Garten- oder Terrassenmöbel im Inland, sie sind dann oft mit Rollen und Schutzhüllen ausgestattet. Für diesen Gebrauch und zu einem entsprechenden Preis fertigen die Hersteller auch sogenannte Luxusvarianten mit eingebauter Heizung, Bar, Kühlschrank oder Musikanlage.
Unterschieden wird vor allem zwischen einer Ostseeform mit abgerundeten, geschwungenen Seitenteilen und einer gebogenen Haube und einer Nordseeform mit geraden Seiten und kantig wirkendem Oberteil. In der Regel handelt es sich bei beiden Bauweisen um Halblieger, die bis zu einem Winkel von 55 Grad nach hinten verstellt werden können. Nordseekörbe gibt es manchmal auch als Liegermodelle, die sich bis zu 90 Grad absenken lassen. Eine Weiterentwicklung ist der Syltkorb, dessen Haube man über einen mechanisch aufwändigen Federzug stufenlos bewegen kann. Da der Ostseekorb als klassische Form gilt und gefälliger wirkt, ist er weiter verbreitet, doch findet man an den Stränden von Nord- und Ostsee jeweils beide Formen. Seltener und teilweise mit Kultstatus bedacht sind Strandkörbe in der Bauweise der DDR-Produktion. Sie sind nicht geflochten, vielmehr bestehen ihre Hauben aus gebogenen Phenolharzplatten und ihre Seitenteile aus ebenen Spanplatten, was ihnen in einem Wortspiel die Bezeichnung Typ Platte einbrachte. Von diesen gelten die durch die PGH Bau in Rehna hergestellten Rehnaer, die vollständig zerlegbar sind, als besonders ausgeklügelt. Aufgrund ihrer Herkunft findet man sie vor allem an den Stränden Mecklenburg-Vorpommerns.

## Geschichte
Die Herstellung von geflochtenen Weidensesseln mit hochgezogenem Rückenteil und halbrund nach vorne gebogenen Seiten ist im europäischen Korbmacher-Handwerk seit Ende des 16. Jahrhunderts überliefert. Schriftliche Nachweise der überdeckten Stühle finden sich in den Zunftordnungen von Hamburg (1595), Lübeck (1611), Bremen (1648) und Köln (1773). Die Möbel dienten vor allem dem Schutz vor Zugluft in großen und kalten Wohnräumen und Fluren. Ihr Gebrauch ist bekannt in Bürger- und Bauernhäusern in den Niederlanden und in Deutschland, im 18. Jahrhundert auch in Schlössern in England, Schottland und Irland.
Darstellungen überdeckter Stühle finden sich in einigen Gemälden der niederländischen Maler Willem van Herp (1614–1677) und Jacob Jordaens (1593–1678), zum Beispiel in den bäuerlichen Dielen bei Satyr und Reisender oder Satyr beim Bauern oder auf dem Bild Wie die Alten sungen, so zwitschern die Jungen, das das flämische Bürgertum beim Tafeln und Musizieren zeigt. In diesen häuslichen Szenen des 17. Jahrhunderts sitzen zumeist ältere Frauen in den geschützten Körben. Auch das Gemälde Großvater im Korbstuhl von Johann Heinrich Wilhelm Tischbein (1751–1829) aus dem Jahr 1811 bildet einen halbgeschlossenen Weidensessel ab, dessen Untergestell aus Holz gefertigt und dessen Aufbau ausgeflochten wurde.
Ob überdeckte Stühle vor 1870 außerhalb von Häusern genutzt wurden, ist nicht bekannt, verwiesen wird in der Literatur nur auf die große Ähnlichkeit mit den Strandstühlen, die am Ende des 19. Jahrhunderts in holländischen und deutschen Seebädern populär wurden.

### Strand- und Badeinventar

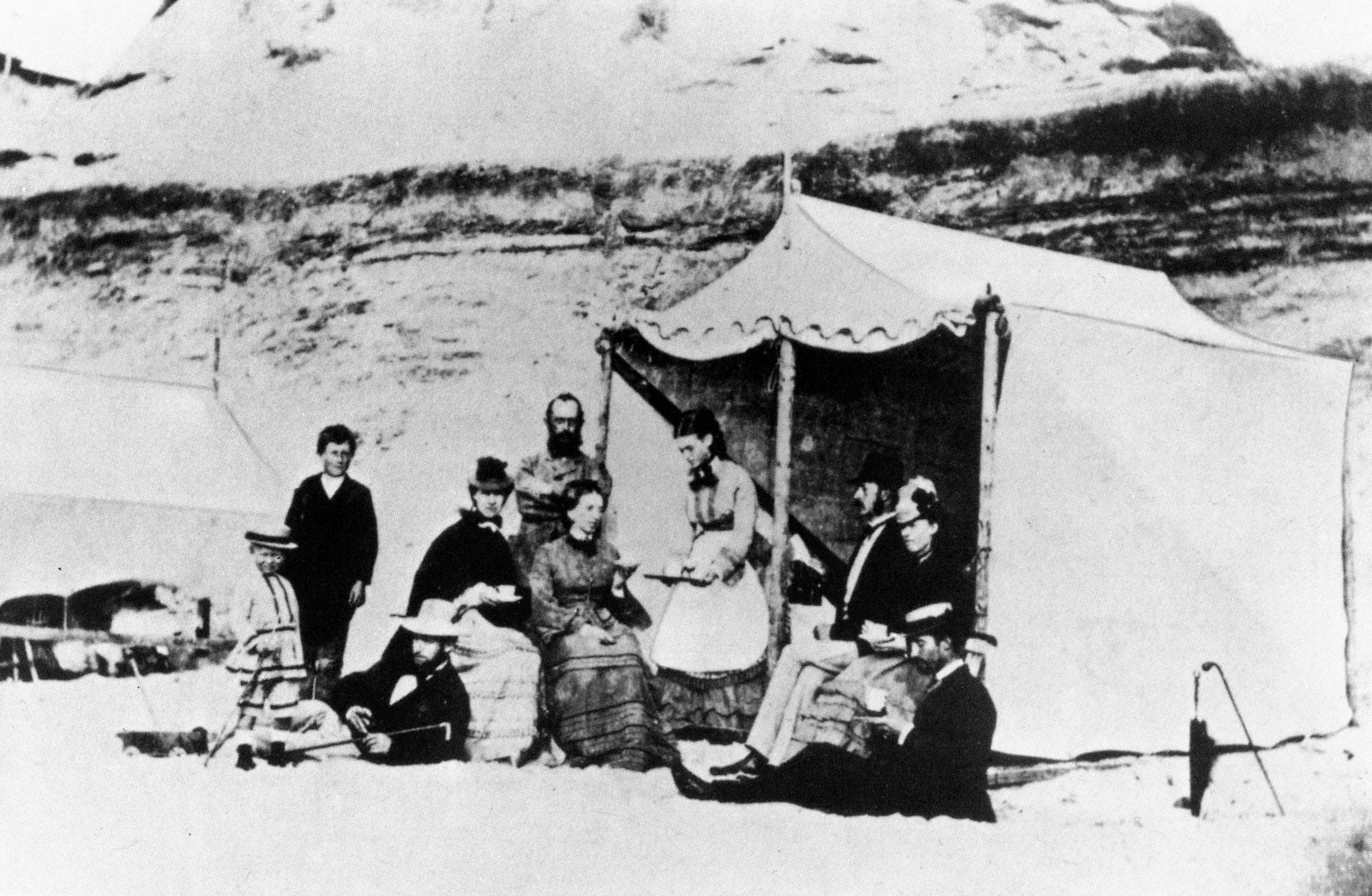
Strandzelt in Westerland, Sylt, 1876

Die ersten deutschen Seebäder entstanden gegen Ende des 18. Jahrhunderts, an der Ostsee 1793 mit der Gründung von Heiligendamm und an der Nordsee 1797 mit der Eröffnung einer Seebadeanstalt auf Norderney. Die Entfaltung der Seebäder brachte eine Badekultur mit sich, die medizinische Hintergründe hatte und bestimmten Regelungen zur Einhaltung der Sittlichkeit unterworfen war. Diesen Entwicklungen Rechnung tragend, übernahm man aus englischen Seebädern die Ideen von Strand-Einrichtungen wie Badehütten aus Holz, Stroh oder Lehmfachwerk – regional auch Luftschnapper genannt – und insbesondere Badekarren. Mit dem gesellschaftlichen Wandel ab Mitte des 19. Jahrhunderts kam den Küstenorten vermehrt eine touristische Bedeutung zu, Aufenthalte und Promenaden am Strand entwickelten ihre eigene Kultur. Neben den Strandhütten verwendete man als Schutz gegen Sonne und Wind auch Strandzelte, sowohl in Größen, in denen ganze Familien Platz fanden, als auch verkleinerte Versionen, kastenartig oder rund, für zwei bis drei Personen. Sitzgelegenheiten boten einfache Bänke oder Strandstühle.
Ungeklärt ist, wann und wo die ersten überdeckten Stühle als Strandinventar genutzt wurden. Der Eintrag in einem 1871 veröffentlichten Musterbuch des Korbmachers Ernst Karl Nikolaus Freese gilt als das früheste schriftliche Dokument über einen Strandkorb. Dort ist neben einer Beispielzeichnung ein „Strandstuhl mit Überdachung aus Weiden und Peddigrohr, mit Ölfarbe lackiert“ beschrieben: „Das Dach ist mit starker Leinwand überzogen und mit Öl getränkt, damit es gegen Wind und Regen genügend Schutz bietet. Die senkrechte Höhe des Daches ist 180, Breite 65 und Tiefe oberhalb der Rückenlehne 62.“
In einem Protokoll der Königlichen Finanz-Direktion zu Hannover findet sich unter dem Datum 25. September 1873 ein Eintrag, nach dem für die Unterhaltung von Strand- und Badeinventar auf Norderney 800 Reichstaler benötigt werden: aufgezählt sind neben den Badekutschen und Laufdielen auch Strandkörbe. Ebenfalls um die Rechnungslegung geht es bei einem Schriftstück aus dem niederländischen Staatsarchiv aus dem Jahr 1875, das eine Bestellung von 36 Ein- und 36 Zweisitzern bei Handwerkern auf Norderney dokumentiert. Bekannt ist zudem die Empfehlung eines Berliner Badearztes von 1878, der Kurgästen die Nutzung von Sitzkörben rät, „wie sie auf Norderney und in Scheveningen stehen.“
Das Erscheinungsbild der Kiepen am Meer fand einen Nachhall in Darstellungen und Reiseberichten, so beschreibt ein unbekannter Autor, nach einem Seeaufenthalt auf Norderney, in einer Ausgabe der Zeitschrift Gartenlaube von 1881 die Vergnügungsmöglichkeiten der Kurgäste:

„Da promeniert Männlein und Fräulein in bunter Mannigfaltigkeit der Toilette oder sitzt in den wunderlich geflochtenen Strandkörben vor Wind und Sonne geschützt.“

Illustriert ist dieses Essay mit einer Grafik des Malers Franz Schreyer, die einige der benannten Korbsessel vor den Dünen von Norderney zeigt, unterhalb der Villen Knyphausen und Fresena. Das gleiche Motiv verwendete Arthur Langhammer für einen Holzstich, der in Edmund Hoefers Buch Küstenfahrten an Nord- und Ostsee ebenfalls 1881 veröffentlicht wurde. Auch mit einer 1878 datierten Darstellung vom Strand vor Scheveningen in Südholland und einer vor 1880 entstandenen Fotografie des Herrenstrands von Sylt ist die Nutzung dieser Sitzmöbel an der Nordsee dokumentiert.

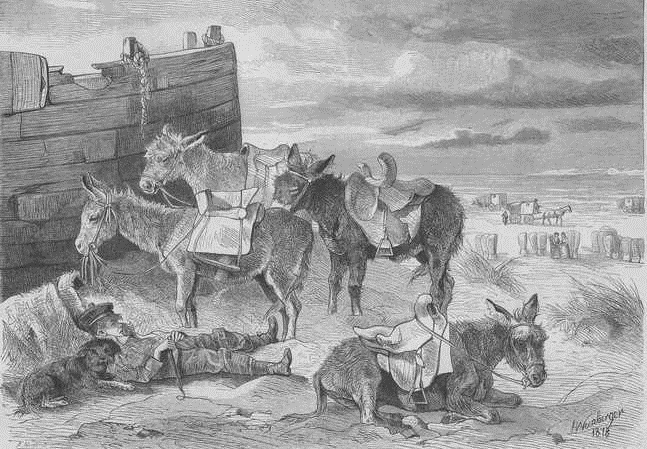
Josef Weinberger: Esel-Siesta am Strand von Scheveningen, 1878
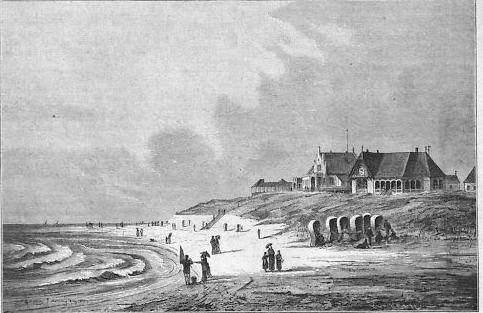
Franz Schreyer: Strand bei Ebbe auf Norderney, 1880
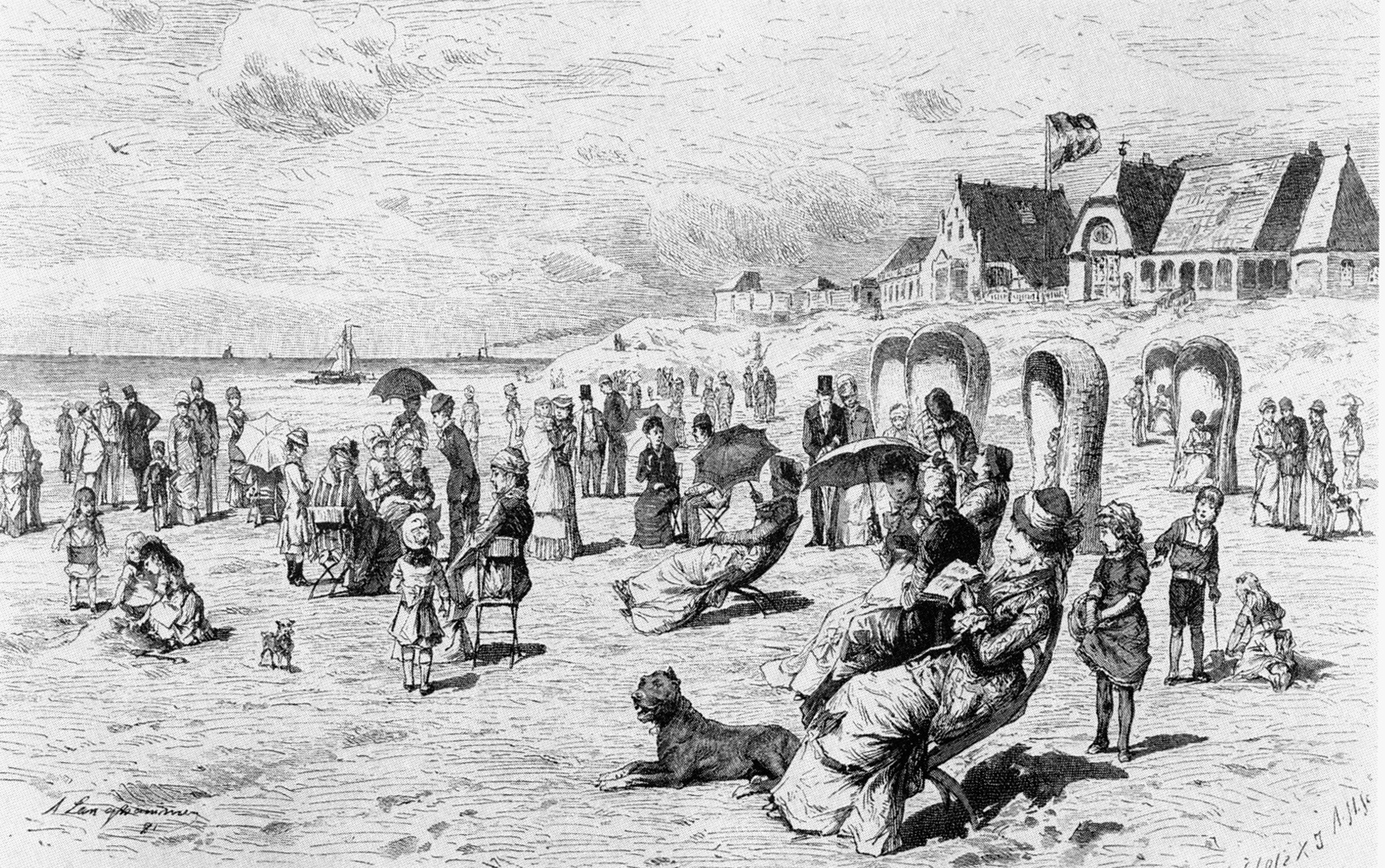
Arthur Langhammer: Strand auf Norderney, 1881

Als ein weiteres frühes Zeugnis über die Verwendung gilt ein Brief Theodor Fontanes an seine Frau Emilie während eines Badeaufenthalts auf Norderney:

„Vom Kurhause ging ich an den Strand und dämmerte so von Bank zu Bank. Als ich an der Hauptstelle war, wo viele hunderte von Korbhütten stehen, in denen man die Seeluft genießt, fühlte ich mich von hinten her gepackt, und der kleine jüdische Maler-Professor Michael stand vor mir. […] Er schleppte mich an seine Korbhütte, wo ich nun der Frau Professorin […] vorgestellt wurde.“

### Bartelmanns Strandkorb

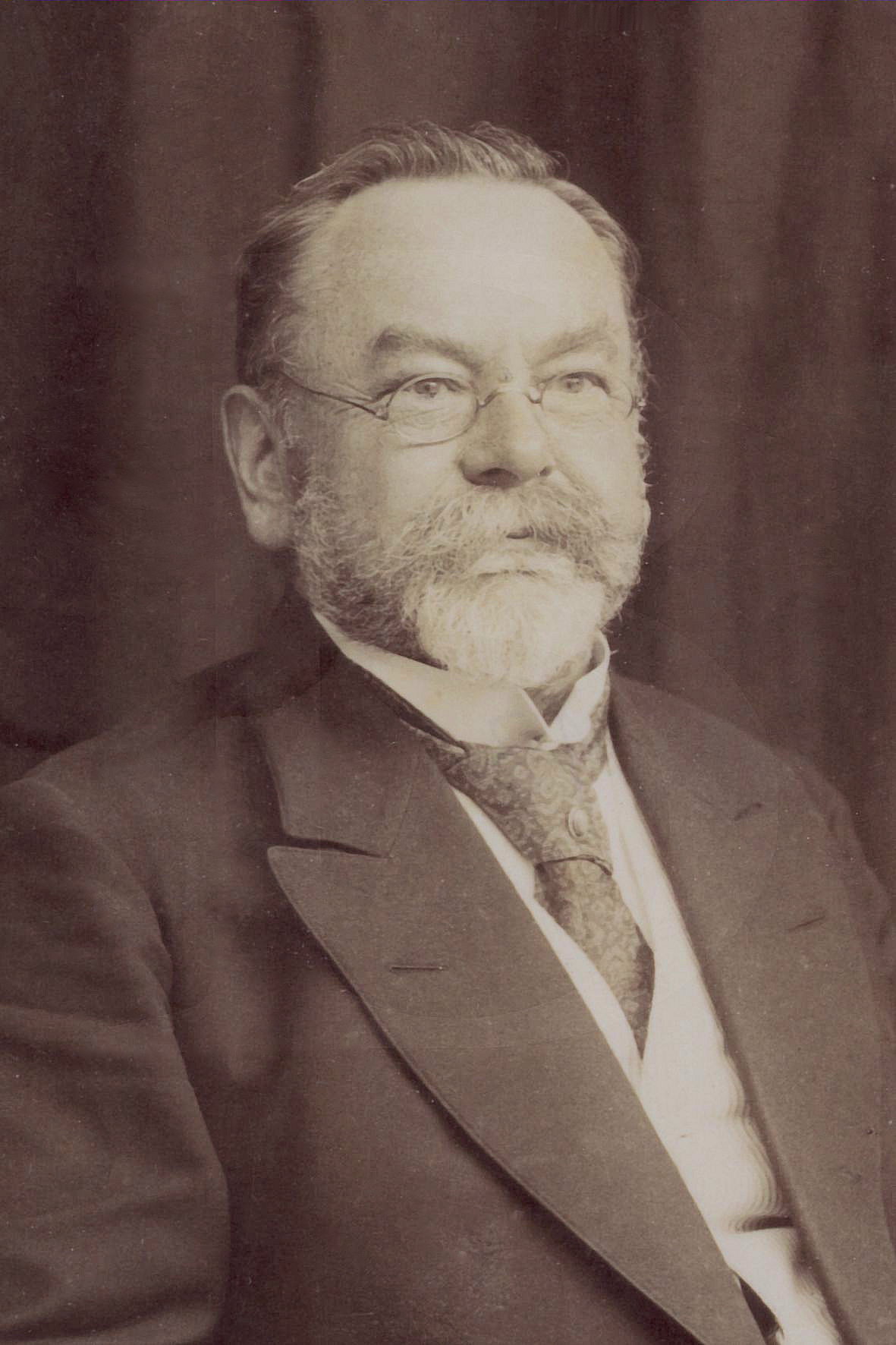
Wilhelm Bartelmann (1906)

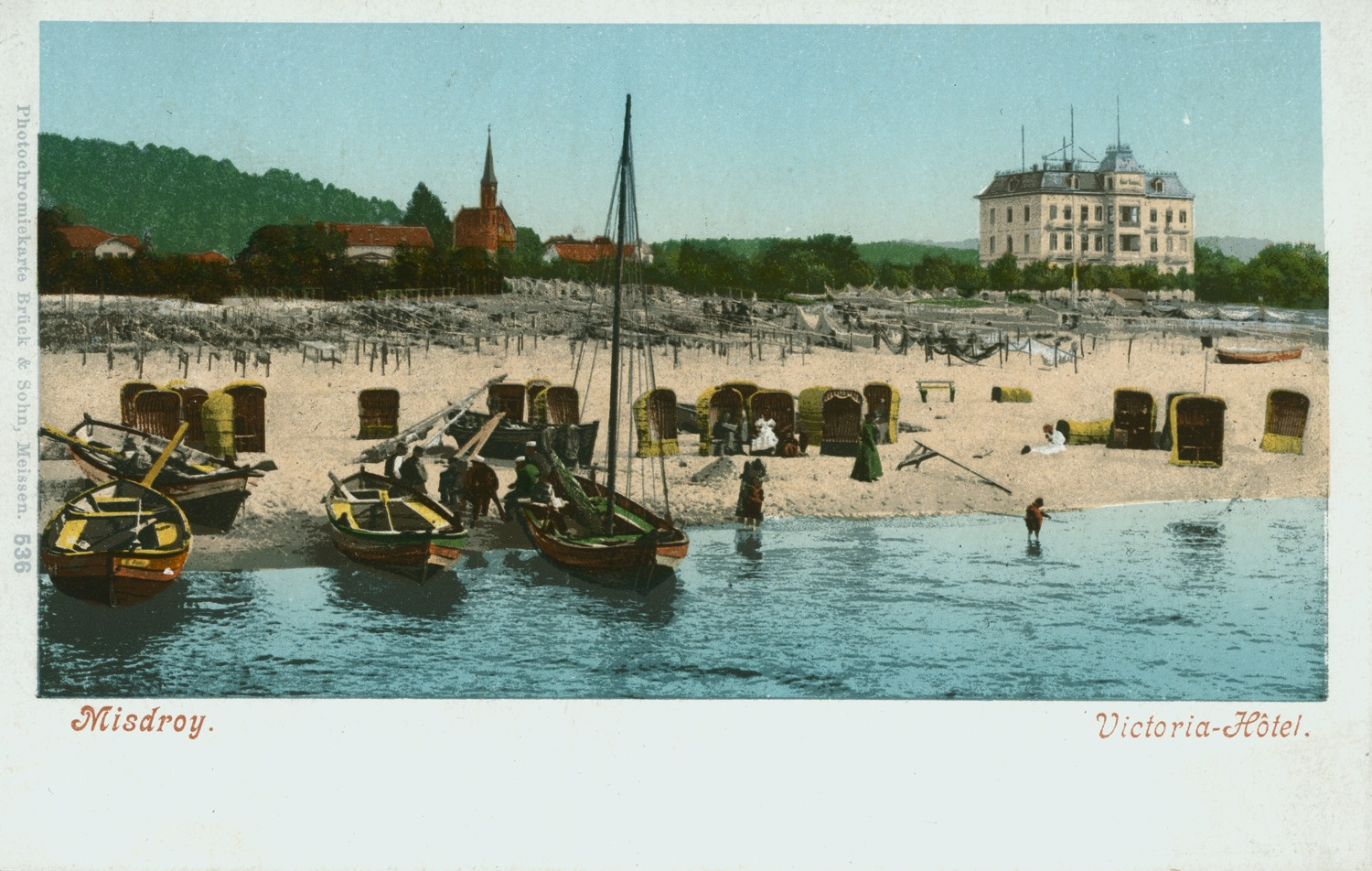
Strandkörbe 1898 in Misdroy

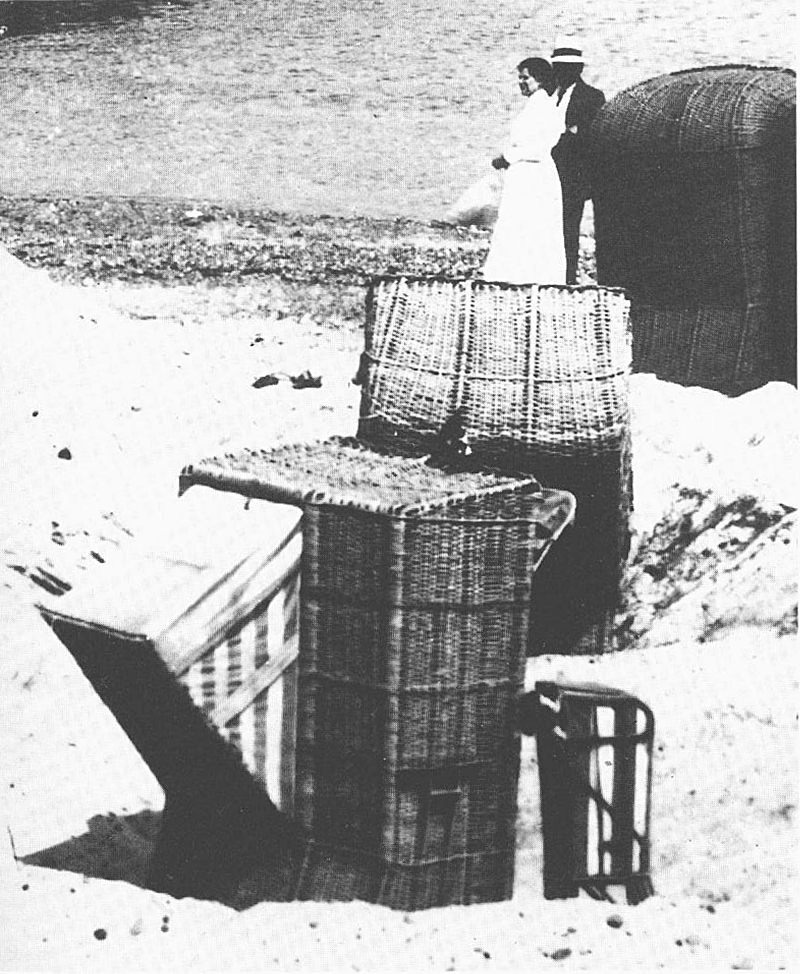
Halblieger von Johann Falck, Müritz (1898)

Ungeachtet der Vorläufer gilt der Rostocker Hof-Korbmachermeister Wilhelm Bartelmann (1845–1930) weitverbreitet als Erfinder des Strandkorbs. Überliefert ist in diesem Zusammenhang die Entstehungsgeschichte, nach der sich im Frühjahr 1882 eine an Rheuma leidende ältere Dame namens Elfriede von Maltzahn eine schützende Sitzgelegenheit für den Strand wünschte, um trotz Krankheit einen Sommeraufenthalt in Warnemünde genießen zu können. Der Meister schuf daraufhin einen anfangs Strandstuhl genannten Einsitzer aus Weiden- und Rohrgeflecht, den er mit einem grauen Markisenstoff überzog. In der Form war er den Strandstühlen der Nordsee ähnlich; es wird vermutet, dass er sich von Ernst Freeses Zeichnungen für Korbmacher inspirieren ließ. Die Erfindung wird Bartelmann nach Meinung des Publizisten Horst Prignitz dennoch „mit Recht zugesprochen“, da er für die bald eintreffenden Folgebestellungen die Sessel weiterentwickelte. So baute er binnen kurzem den Zweisitzer und versah die Möbel mit Details wie Markisen, Fußstützen und Seitentischen. Es entstand der Prototyp, der sich binnen weniger Jahre an Ost- und Nordsee ausbreitete.
Der wirtschaftliche Erfolg ist allerdings auf die Geschäftsidee seiner Frau Elisabeth Bartelmann (1848–unbekannt) zurückzuführen, die unmittelbar erkannte, dass sich Strandlauben als Saisonartikel schlecht verkaufen lassen. Sie traf 1880 in Graal den Korbmacher Johann Schaft und ermutigte ihn, die ihr gezeigten Strandsitze weiter zu verbessern. So bot sie bereits im Sommer 1883 in der Nähe des Leuchtturms von Warnemünde die ersten Körbe zur Vermietung an, inserierte diese im Allgemeinen Rostocker Anzeiger und öffnete damit einen neuen Geschäftszweig. Die Nachfrage stieg schnell, bis zur Jahrhundertwende richtete Elisabeth Bartelmann mit Hilfe ihrer Kinder in sechs weiteren Ostseebädern – in Graal und Müritz, Dierhagen, Rerik, und Kühlungsborn-Arendsee und Brunshaupten – Vermietungen ein. In der Korbflechterei gingen Bestellungen von Interessierten an der gesamten deutschen Ostseeküste ein, um 1900 belieferte die Firma auch zahlreiche Nordseebäder, wie aus den Geschäftsunterlagen hervorgeht. Obwohl das Geschäft expandierte, lehnte Bartelmann die Bezeichnung Fabrikant ab und sah sich weiterhin als Handwerker. Seine Werkstatt bestand bis 1942 in Rostock, sie wurde im Krieg zerstört und nicht wieder in Betrieb genommen.
Bedeutende Strandkorbfabriken bauten zwei ehemalige Gesellen Bartelmanns auf, Johann Falck 1895 ebenfalls in Rostock und Franz Schaft ab 1907 in Kröpelin. Falck schuf 1897 den ersten Halblieger, eine zweisitzige Korbhütte, von deren Rückwand sich eine Hälfte um 45 Grad nach hinten klappen ließ. 1910 entstand dann, ebenfalls in der Werkstatt Falck, der zweiteilige Liegekorb mit Bock und absenkbarer Haube, nach dessen Grundprinzip der Klassiker bis in die Gegenwart geflochten wird. Auch Franz Schaft war ein findiger Entwickler, von ihm stammte die Idee des in sich drehbaren Stuhls, der mit einem Kugellager im Fuß jeweils mühelos nach den Witterungsbedingungen verstellt werden konnte. Doch in der Praxis erwies sich diese Kreation als untauglich, der feine Seesand setzte sich auf die Schwenkrollen, so dass der Mechanismus recht schnell versagte.

### Wachsende Beliebtheit
Die Zunahme des Fremdenverkehrs an Nord- und Ostsee führte zu einer wachsenden Beliebtheit des Urlaubsmöbels und seine Erscheinung verbreitete sich über die deutschen Seebäder hinaus auch an den niederländischen und flämischen Küsten. In Warnemünde zählte man 1892, zehn Jahre nach Bartelmanns Erfindung, etwa hundert Körbe, um 1900 stieg die Zahl auf 550, die drei Vermietern gehörten. Im Jahr 1935 vermieteten 16 Anbieter vor Ort etwa 3000 dieser Logenplätze, 7500 waren es zwischen Boltenhagen und Dierhagen insgesamt. Zum Vergleich: 2012 gab es in Warnemünde zehn Strandkorbvermietungen mit einem Angebot von 1200 Körben.
Bis in die 1920er Jahre war der Aufenthalt am Strand ein Privileg des wohlhabenden Bürgertums. Den Schattenspender nutzte man ausschließlich in hochgeknöpfter Kleidung zum Schutz vor Wetter- und insbesondere Sonneneinfluss, das Entkleiden und Sonnenbaden am Strand galt als unschicklich, gebräunte Haut war ein Merkmal der unteren Klassen. Nur an ausgewiesenen Stellen, abseits der Sitzlauben, war ein Bad im Meer – getrennt nach Geschlechtern – vorgesehen. Eine Lockerung der Sitten kam nach der Novemberrevolution von 1918 auf. Die erwirkten Verbesserungen von Arbeitsbedingungen, so der tariflich geregelte Anspruch auf Erholungsurlaub, ermöglichte es nun auch Teilen der Arbeiterschaft, Ferien am Meer zu machen. Die Gepflogenheiten änderten sich und es wurde „in den meist prüden Seebädern endlich erlaubt, sich im Strandkorb zu sonnen und von dort aus ins Wasser zum Baden zu gehen.“
Mit der Hochkonjunktur des Tourismus entstanden insbesondere an der Ostseeküste etliche Strandmöbel-Werkstätten und -Manufakturen. Die Branche war sehr kreativ und meldete eine Reihe von Patenten an. So stellte Adolf Moritz 1905 in Lübeck einen Sitzkorb vor, der durch das Anbringen von Türen auch als Koffer genutzt werden konnte. Ein zusammenlegbares Unikum boten Theodor Krech und Samuel Zwalina aus Meiningen 1906 an, die genaue Anordnung und Verwendung einer Vielzahl von Zapfen, Gelenken, Hebeln, Scharnieren und einknickbaren Stangen sind in einer Anleitung detailliert beschrieben und mit Zeichnungen versehen. Als spektakulär wird die Erfindung des Lübeckers Wilhelm Schulze geschildert, der seine Patentschrift im Jahr 1911 einreichte: „In aufrechter Stellung dient der Gegenstand wie üblich als Strandkorb. Will man den Korb als Boot benutzen, so genügt es, ihn einfach umzulegen und zu Wasser zu bringen.“ Keine dieser Ideen hatte Erfolg.

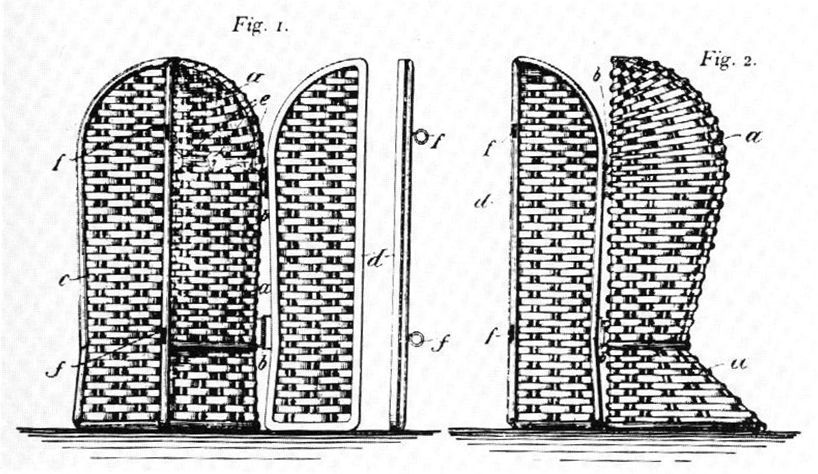
Strandkorb als Koffer von Adolf Moritz, 1905
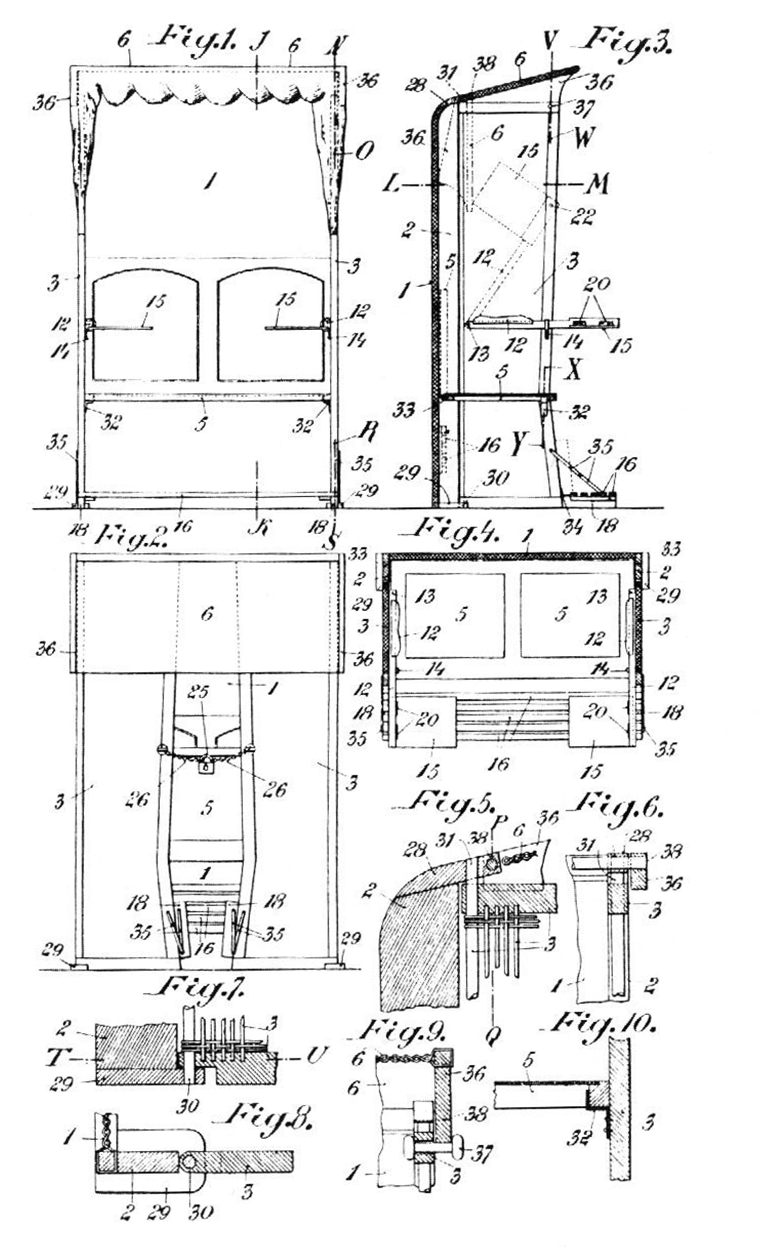
Klappbarer Strandkorb von Krech und Zwalina, 1906
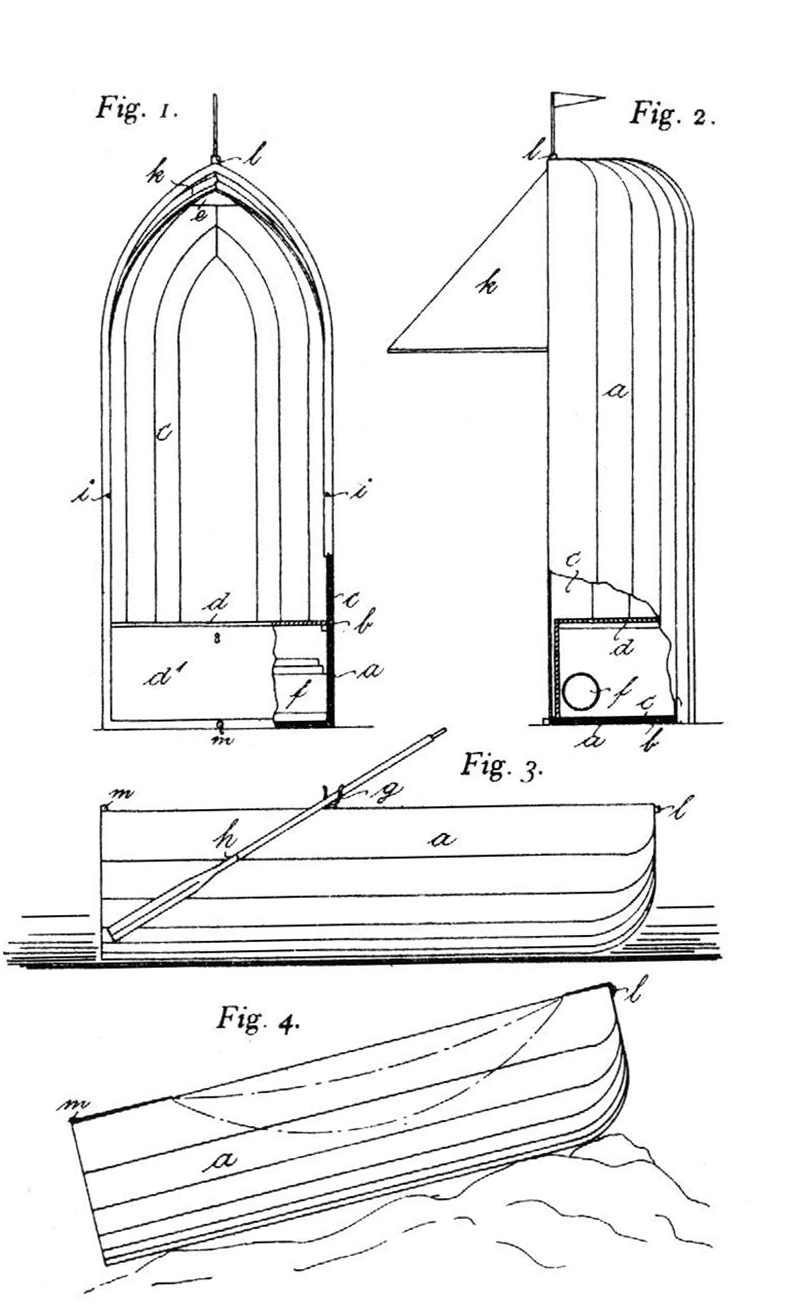
Strandkorb zur Bootnutzung von Wilhelm Schulze, 1911

Auch das Standardmodell wurde mit eingereichten Patenten um Details verbessert, so zum Beispiel verzinkte Griffe und Verbesserungen der Arretierungs- und Verstellmechanismen. In vielen Fällen kam es zu Streitigkeiten um die Urheberschaft und in der Folge zu jahrelangen Prozessen vor verschiedenen Gerichten.
Bis 1939 blieb die Strandkorbindustrie Wachstumsbranche, auch wenn Inflation und Massenarbeitslosigkeit in manchen Jahren Einbrüche mit sich brachten. Im Nationalsozialismus förderte das Regime den Urlaub an den deutschen Küsten, die Strandeinheiten boten dem Programm Kraft durch Freude eine ideale Kulisse für die gleichgeschaltete und überwachte Freizeitgestaltung. Im Zweiten Weltkrieg allerdings wurden die Korbmacher in die Produktion kriegswichtiger Güter eingebunden, so waren beispielsweise viele Firmen mit dem Flechten von Munitionskörben beauftragt.
In der Nachkriegszeit und im geteilten Deutschland nahm man im Osten wie im Westen die Urlaubsorte an der See recht bald wieder in Betrieb. Der Feriendienst des Freien Deutschen Gewerkschaftsbunds (FDGB) regelte in der DDR die Verteilung der Quartiere, die Strandplätze waren Jahr für Jahr vollständig belegt. Den Menschen in der BRD brachte insbesondere die Zeit des Wirtschaftswunders ab den 1960er-Jahren die Möglichkeit des massenhaften Urlaubs, der mit Vorliebe am Meer genossen wurde. So waren auch hier die Sonnensessel begrenzt und mussten schon monatelang vorbestellt werden. Der Strandkorb blieb dabei ein „gesamtdeutsch verbindendes und auf beiden Seiten des Eisernen Vorhanges gleichermaßen beliebtes Strandmöbel.“

## Schlafstrandkorb

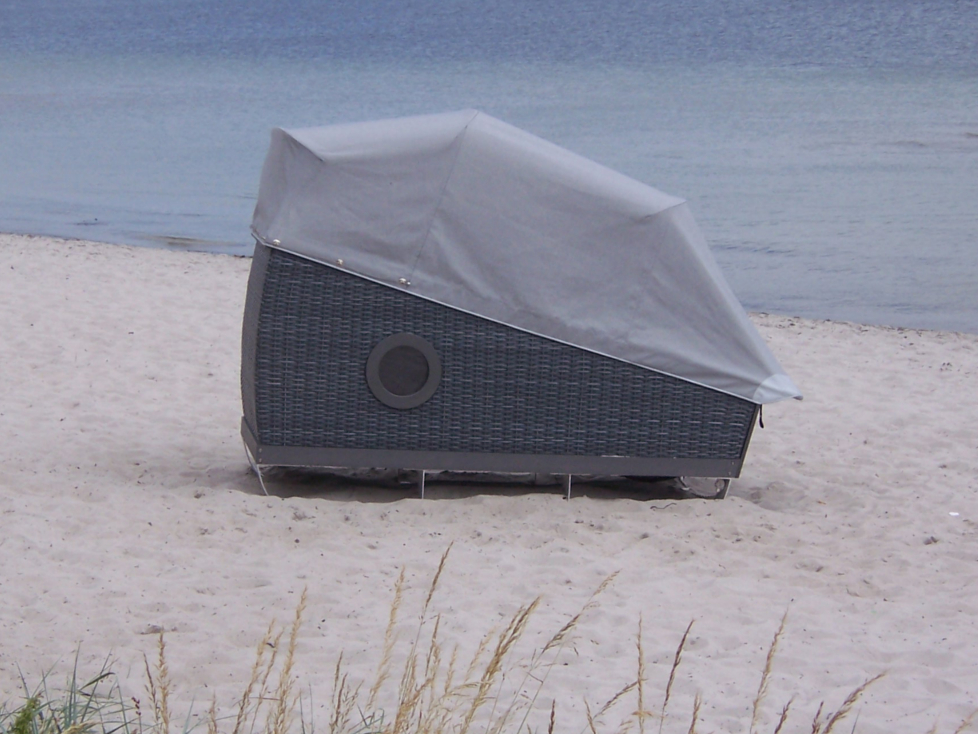
Schlafstrandkorb in Eckernförde

Seit Beginn der Sommersaison 2016 wird in verschiedenen Orten an Nord- und Ostsee ein Schlafstrandkorb angeboten, der sich für Übernachtungen am Strand eignet. Er ist 1,30 Meter breit und 2,40 Meter lang und bietet zwei Erwachsenen Platz. Die wetterfeste Persenning mit Fenstern kann komplett geschlossen werden und ermöglicht bei Wind und Regentropfen geschütztes Übernachten.

## Produktion und Vermietung
Auch im 21. Jahrhundert sind Strandkörbe ein als bedeutsam angesehener Wirtschaftsfaktor an den deutschen Küsten. Mehrere Tausend werden jährlich produziert und verkauft, nicht allein an die Seebäder, sondern zu einem großen Teil ins Inland, wo sie seit den 1990er-Jahren zur Möblierung von Terrassen und Gärten zunehmend in Mode gekommen sind. Die Vermietung der über 100.000 Korblauben ist eine feste Einnahmequelle im Saisongeschäft, die sowohl den Strandkorbvermietern wie den Haushalten der Kurorte zugutekommt.

### Herstellung

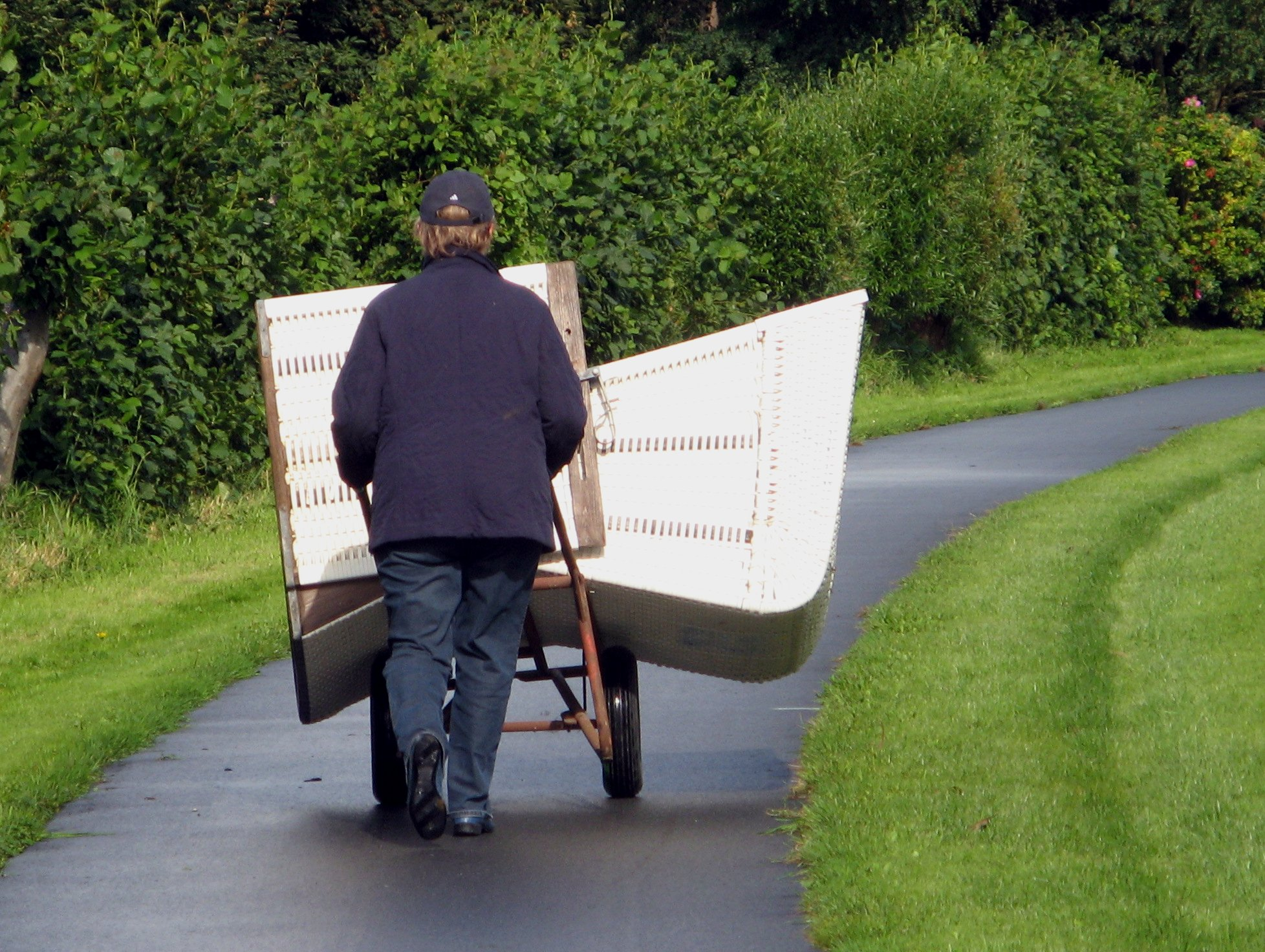
Strandkorbtransport in Strübbel, Dithmarschen

Die Strandkorbfabriken und -werkstätten stellen in der Regel ihre Waren in Handarbeit her, so dass sich einige Manufakturen nennen. Auch wenn diverse Arbeitsabläufe automatisiert sind oder auf industriell vorgefertigte Einzelteile zurückgegriffen wird, bleibt die Hauptarbeit das Flechten, das nicht von Maschinen übernommen werden kann. Auf Flechtwerk wird zurückgegriffen, da es bei gutem Wind- und Wetterschutz für eine angenehme Durchlüftung des Korbes sorgt.
Im Fertigungsprozess durchläuft das Möbel sieben Stationen:
- in der Tischlerei werden Rahmenteile und Kleinteile für Seitentische und Fußstützen gesägt, gefräst, gebohrt, gehobelt, geschliffen und verklammert oder genutet;
- in der Taucherei werden die Holzteile lasiert und witterungsfest imprägniert, teilweise auch lackiert;
- in der Schlosserei werden verzinkte Bleche für Schienen, Beschläge und Aufhängungen gestanzt und gebohrt;
- in der Flechterei, mit ihrer Arbeitsintensität die Hauptabteilung, werden die Rahmenteile ausgeflochten. Verwendet werden seit Ende der 1960er Jahre vor allem Kunststoffbänder, für einen Korb benötigt man etwa 500 Meter;
- in der Polsterei werden die Markisenstoffe zugeschnitten und die Sitzflächen und Fußrasten gepolstert sowie die Seitenteile mit Stoff bezogen;
- anschließend erfolgt der Zusammenbau
- und die Endkontrolle.

Die Herstellung eines Standardkorbs dauert acht bis zehn Stunden. Die Manufakturen produzieren im Winter vor, da der Hauptteil der Bestellungen mit einem Lieferdatum jeweils im März oder April eines Jahres terminiert ist. Die großen Strandkorbfabriken fertigen im Jahr etwa 3000 Körbe.

### Strandkorbproduzenten
Bis zum Zweiten Weltkrieg gab es neben den großen Werkstätten, aufgrund der wachsenden Nachfrage nach den Strandmöbeln, auch eine Vielzahl kleinerer Betriebe und Korbmachereien. Nach 1945 produzierten in Mecklenburg-Vorpommern zwei Betriebe und im Westen sechs Fabriken, fünf in Schleswig-Holstein und eine in Niedersachsen, die weiterhin beliebten Korbstühle. Eine Auflistung von 1996 nennt zehn Strandkorbhersteller, sechs in Schleswig-Holstein, zwei in Mecklenburg-Vorpommern und je einer in Niedersachsen und Hamburg.
Viele der bekannten Strandkorbfabriken sind traditionsreiche Familienunternehmen, deren Wurzeln auf die Pioniere der Branche zurückgehen. Ihre Firmenchronologien wirken zum Teil wie ein Geflecht, das den Umbrüchen der deutschen Geschichte geschuldet ist.

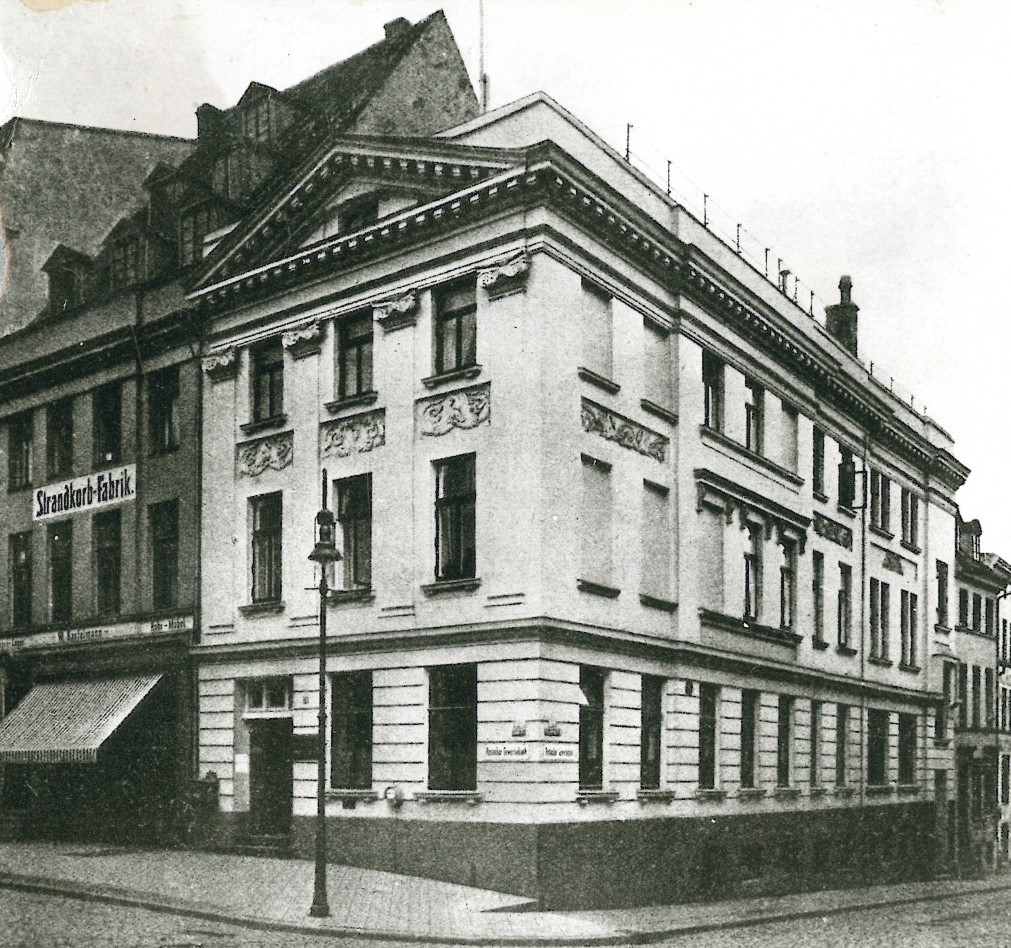
Strandkorbfabrik, Rostock, Lange Strasse 73

Wilhelm Bartelmann (1845–1930), Rostock, Korbmacherei, 1870 bis 1942

Ab 1882 fertigte Bartelmann Strandkörbe, nach seinem Tod führte sein ältester Sohn Albert Bartelmann die Werkstatt in Rostock bis zur Kriegszerstörung 1942 weiter. Aus der Strandkorbvermietung seiner Frau Elisabeth Bartelmann entwickelte sich ein Geschäftsunternehmen, das seit 1903 als Wohn- & Geschäftshaus Bartelmann in Kühlungsborn-West im Familienbesitz geführt wird, mit einer Unterbrechung zwischen 1986 und 1991, als es als Volkseigentum in die staatliche Handelsorganisation (HO) eingegliedert war. 1995 eröffnete die Familie zudem ein Hotel unter dem Namen Zum Strandkorb.
Carl Eggers (1888–1964), Mölln, Korbmacherei, seit 1948

Eggers führte in Volsrade bei Dömitz ein seit 1772 bestehendes Familienunternehmen, das 1947 unter sowjetischer Besatzung enteignet wurde. Er floh in den Westen und ließ sich in Mölln nieder. Dort gründete er 1948 eine neue Korbmacherei, Strandkörbe stellt die Firma seit 1949 her. Hintergrund ist die Beschlagnahme von 200 Strandstühlen im Seebad Travemünde durch britische Besatzungstruppen, die diese nach Bad Harzburg transportieren ließen. Dort aber wusste niemand etwas mit den Möbeln anzufangen und die Engländer verkauften sie schließlich an Eggers. Dieser soll einen Teil zurück nach Travemünde und einen anderen nach Scharbeutz verkauft, aber einen Korbsessel als Modell für seine eigene Produktion behalten haben. Nach dem Tod von Carl Eggers übernahm der Enkel Peter Eggers die Fabrik, sie wird seit 2005 als Eggers Strandkorbfabrik oHG weiterhin als Familienbetrieb geführt.
Johann Falck (1870–1953), Rostock, Strandkorbfabrikation, 1895 bis 1976

Falck war vor der Gründung der eigenen Firma Geselle bei Wilhelm Bartelmann, entwickelte 1897 den Halblieger, 1910 den zweisitzigen Liegekorb und in den 1920er Jahren einen Korb, der mit einem Vorhang zu schließen war und als Umkleidekabine diente. Um 1925 waren in der Fabrik 100 bis 120 Arbeiter beschäftigt, sie galt als größte Strandkorbfabrik ihrer Zeit. Nach dem Zweiten Weltkrieg führte der Sohn des Gründers, Albert Falck (1903–1981), die Produktion in eingeschränktem Maße weiter. 1976 schloss die Werkstatt aufgrund fehlender Produktionsstoffe. Im Familienbetrieb verblieb ein Fachgeschäft für Rattanmöbel, Korbwaren und Geschenkartikel in Rostock.
Carl Martin Harder (1904–1994), Heiligenhafen, Strandkorbfabrikation, seit 1959

Vor 1925 war Harder Geselle in der Fabrik von Johann Falck, dann gründete er neben seinem Elternhaus in Wolgast eine Korbmanufaktur. 1933 musste er, aufgrund des Baus der Peenebrücke, sein Geschäft nach Heringsdorf auf Usedom verlegen. Während des Zweiten Weltkriegs entwickelte Harder einen Strandkorb aus Notmaterialien wie Holz, Presspappe, Kunstplatten und Zinkblechen. Nach dem Krieg konnte er 1948 die Produktion zunächst wieder aufnehmen, doch 1953 wurde er vollständig enteignet. 1956 verließ Hader die DDR, ließ sich zunächst in Büchen nieder und ab 1959 in Heiligenhafen. Dort stellte er in einer aufgelassenen Möbelfabrik weiterhin Strandkörbe her. Die Manufaktur beschäftigte zeitweise bis zu 15, in der Regel aber unter zehn Angestellte. 1976 übernahm der Sohn Dieter Harder die Fabrik, der sie wiederum 2012 an seinen Sohn Thorsten Harder übergab.
Die Strandkorbfabrik in Heringsdorf wurde 1953 bis 1989 als VEB Korb- und Flechtwaren weitergeführt. Von 1992 bis 2008 firmiert sie unter Korb GmbH Seebad Heringsdorf, seit 2009 als korbwerk.
korbwerk – Korb GmbH, Heringsdorf, Strandkorbfabrikation, seit 1992

Der Betrieb geht auf die 1925 gegründete Korbflechterei von Carl Martin Harder zurück und war von 1953 bis 1989 in die VEB Korb- und Flechtwaren übergegangen. 1992 wurde der Betrieb von den ehemaligen Angestellten Mathias Fromholz und Magrit Dittberner aus dem Treuhandvermögen gekauft und weitergeführt. 2008 meldete das Unternehmen die Insolvenz an, die Schließung konnte jedoch ein Jahr später mit einem neuen Geschäftskonzept abgewendet werden. Die Manufaktur hat sich auf Sonderanfertigungen spezialisiert.
PGH Bau, Rehna, ab Mitte der 1960er Jahre bis 1989

Die Produktionsgenossenschaft des Handwerks (PGH) der DDR entwickelte mit dem Rehnaer Strandkorb einen besonderen Strandstuhl des Typs Platte, der aufgrund seiner relativ einfachen Zerlegbarkeit sowohl gut zu transportieren, wie platzsparend unterzubringen ist. Auch diese Erfindung soll auf Johann Falck zurückgehen.
Franz Schaft (1869–1959), Kröpelin, Korbmacherei, 1897 bis nach 1918

Schaft war bis 1907 Geselle bei Wilhelm Bartelmann in Rostock und wurde dort aufgrund seiner Teilnahme an einer Ersten Mai-Feier des Holzarbeiterverbandes entlassen. Der Eisenwarenhändler und Strandkorbvermieter Bertold Lawrenz, der sein Geschäft 1897 in Kröpelin gegründet hatte, stellte Schaft ein. Gemeinsam brachten die Männer die Korbfabrik Berthold Lawrenz zu einigem Ansehen, zeitweise waren etwa einhundert Arbeitskräfte beschäftigt. Schaft machte die Urheberschaft einiger Erfindungen für sich geltend, die ihm nur teilweise zugeschrieben wurden. Nach dem Ersten Weltkrieg geriet die Firma in finanzielle Schwierigkeiten und musste schließen. Franz Schaft arbeitete bis zu seinem Tod weiterhin als Korbmacher in Kröpelin.
Paul Schardt (1910–1985), Rantum, Strandkorbfabrikation, seit 1947

Schardt kam nach dem Zweiten Weltkrieg von Bayern nach Sylt und baute dort seine Strandkorbfabrik auf, in den 1950er Jahren entwickelte er den Sylt-Korb, einen stufenlos verstellbaren Nordseekorb. Nach seinem Tod übernahm sein Stiefsohn Willy Trautmann den Betrieb.
VEB Korb- und Flechtwaren, Heringsdorf, 1953 bis 1989

Der Volkseigene Betrieb der DDR war aus der enteigneten Korbflechterei von Carl Martin Harder hervorgegangen. Aus den bereits während des Zweiten Weltkriegs von ihm konzipierten Strandstuhl aus Notmaterialien entwickelte die Fabrik aufgrund des anhaltenden Werkstoffmangels den Typ Platte aus Phenolharz und Sperrholz. Die Firma, nunmehr als Schreinerei betrieben, produzierte bis zu 5000 Strandkörbe jährlich, davon rund 2000 für den Export, und beschäftigte im Schnitt 250 Leute, in Spitzenzeiten bis zu 500. 1992 wurde der Betrieb von den ehemaligen Angestellten Mathias Fromholz und Magrit Dittberner aus dem Treuhandvermögen gekauft und als Korb GmbH Seebad Heringsdorf weitergeführt.

### Strandkorbvermietungen

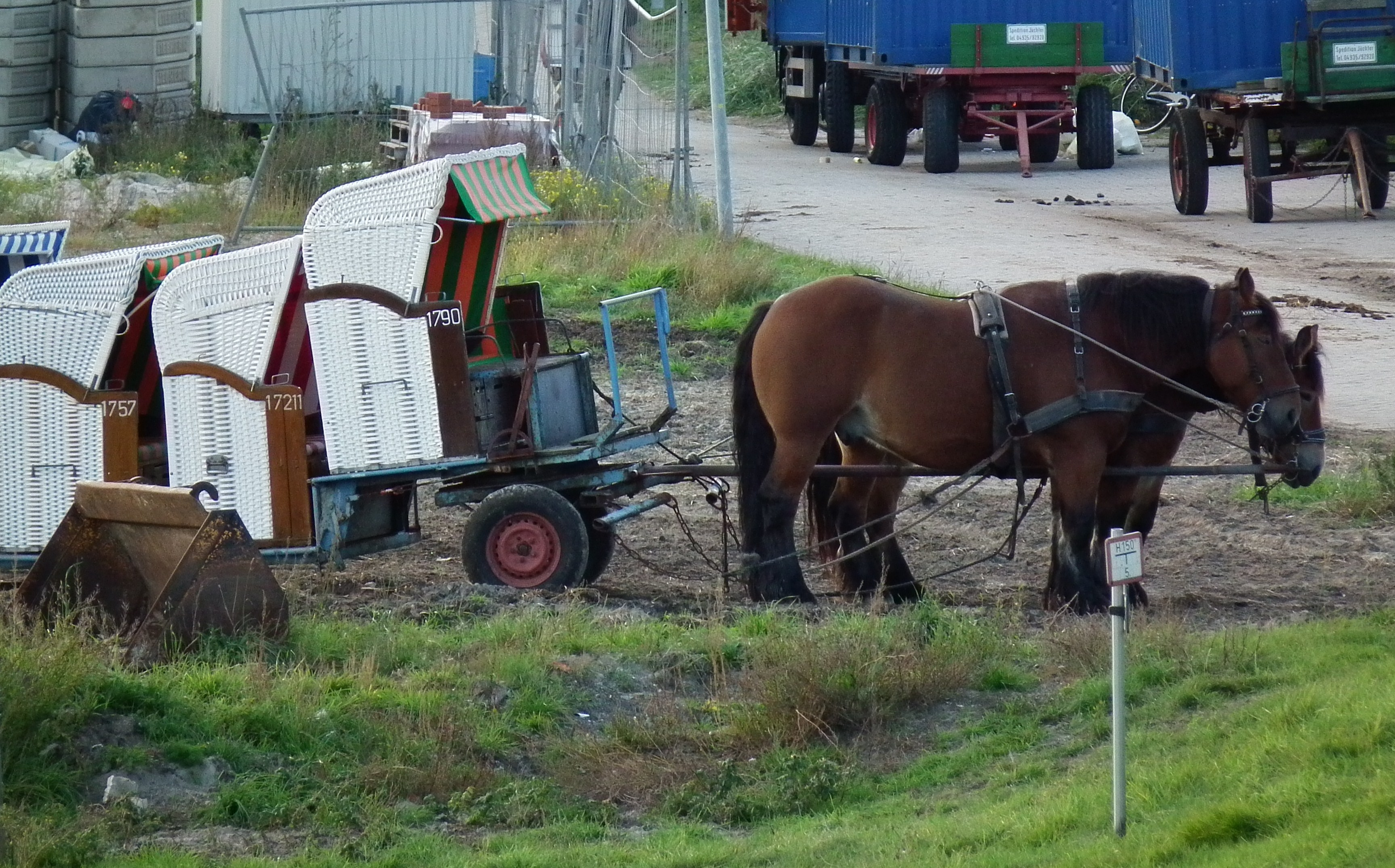
Abtransport der Strandkörbe am Saisonende, Juist (2010)

Der dauerhafte Erfolg des Klassikers ist darin zu sehen, dass er als Strandmöbel gemietet werden kann und somit von Verleihern in großen Mengen gekauft wird. Die erste Strandkorbvermietung gründete Elisabeth Bartelmann 1883 in Warnemünde, da sie erkannte, dass sich orts- und saisongebundene Produkte schwerlich verkaufen lassen würden. Binnen weniger Jahre verbreitete sich die Geschäftsidee an Ost- und Nordsee. Seit Ende des 19. Jahrhunderts regulieren vielerorts die Gemeinden, Kur- oder Badeverwaltungen die Vermietungen. Sie weisen die Plätze zu, vergeben Lizenzen und erheben Gebühren. An manchen Orten organisieren die Kurverwaltungen selbst die Vermietung. Ein Ordnungssystem wurde eingeführt, zumeist sind die Körbe deutlich sichtbar mit den Initialen oder Kürzeln der Vermieter versehen und nummeriert.
Die Anzahl der an deutschen Stränden stehenden Sitzlauben wird auf 100.000 bis 130.000 geschätzt, die von mehreren hundert Strandkorbwärtern betreut und vermietet werden. Das Saisongeschäft läuft von April bis Oktober und beginnt mit dem Frühjahrsputz und dem Ausbringen der Stühle an den Strand. Diese Arbeit bewerkstelligen heutzutage zumeist Trecker, manchenorts werden wegen der Beschaffenheit des Geländes oder aus Naturschutzgründen nach wie vor Pferdewagen verwendet. Das Verleihwesen ist regional unterschiedlich organisiert. Während insbesondere an der Ostsee private Firmen gegeneinander in Konkurrenz stehen, gibt es an der Nordsee Gemeinden, in denen die Vermietung genossenschaftlich ausgelegt ist und die Jahreseinnahmen dem jeweiligen Korbbestand entsprechend untereinander geteilt werden. Nach der Einholung im Herbst, der Wartung und der Erfassung der Bestände, gehen die notwendigen Neubestellungen für die nächste Saison hinaus. Die durchschnittliche Haltbarkeitsdauer eines Mietkorbs wird mit fünf bis zehn Jahren angegeben. Im Winter finden Reparaturarbeiten statt, von manchen Korbwärtern wird als Qualifikation eine Ausbildung zum Korbflechter erwartet.
Einige Strandkörbe können über ein Online-Portal gebucht und bezahlt werden, anschließend können die Vorhängeschlösser per RFID oder Bluetooth geöffnet werden.

## Kultur
Die kulturellen Charakterisierungen des antiquierten Dauersitzes aus der Kaiserzeit oder Lesesaals im Sand sind vielschichtig. In der Betrachtung als Gegenstand ist er Bild und Sinnbild einer deutschen Geschichte, eine Idee aus der Romantik, verwirklicht in der Gründerzeit und im Massentourismus verbreitet. Motiv der Kunst ist er dennoch selten. Sein kultureller Nutzen wird in dem Blick von innen nach außen gesehen, in der erholsamen Sicht auf Meer und Horizont – oder auch sachlicher, von denen, die versuchen an der windigen Nord- oder Ostseeküste eine Zeitung zu lesen oder sich Sonnenschutz aufzutragen: „Erst der Strandkorb macht die Zeitung und die Creme mit dem Strand kompatibel.“

### Deutsches Phänomen

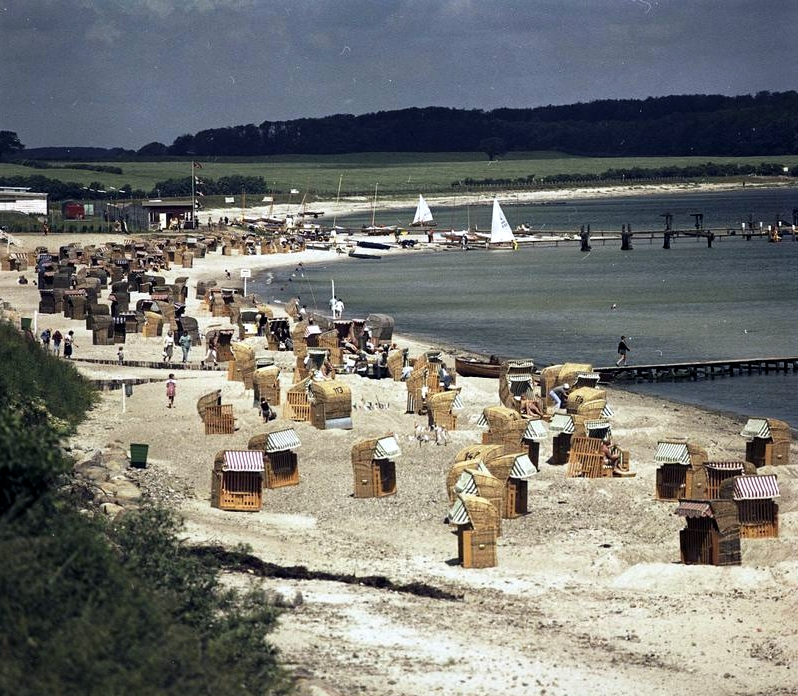
Kiel-Schilksee (1961)

Strandkörbe gelten als deutsches Phänomen und fester Bestandteil der Strandkultur. In den niederländischen Seebädern, in denen sie um die Wende zum 20. Jahrhundert noch in großer Zahl vorhanden waren, ist ihr massenhaftes Erscheinen nach dem Zweiten Weltkrieg von Liegestühlen abgelöst worden. Auch an den englischen, dänischen oder polnischen Küsten, an deren Stränden eine ähnliche Witterung vorherrscht, kommen sie nur selten vor, und zwar auch an den Abschnitten der polnischen Ostseeküste, die bis 1945 zum Deutschen Reich gehörten. Für das Wort Strandkorb gibt es zudem keine Übersetzung in anderen Sprachen, im Englischen und Französischen ist die deutsche Bezeichnung übernommen worden. Erklärungsansätze für diese nationale Vorliebe werden bereits in der Romantik gesucht, rund hundert Jahre vor der Erfindung des Freizeitmöbels. Die in dieser Epoche gelegte Sehnsucht nach dem Unendlichen, dem Verschmelzen von Sinnlichkeit und Erkenntnis, soll seine Befriedung durch den Blick in das Weite aus dem „wohl behüteten Innern“ der Korbgeflechte am Flutsaum finden.
Kritisch kann der Strandbunker, eingebaut in zu Schutzwällen hochgezogenen Sandburgen und deutlich etikettiert mit Fahnenmasten, aber auch in der Tradition einer deutschen Zaun- und Abgrenzungsmentalität und als „das Küsten-Äquivalent des deutschen Schrebergartens“ gesehen werden. Die Einmauerung bei gleichzeitiger deutlicher Signalgebung reicht zurück in die Weimarer Republik, als Urlauber begannen ihre politische Gesinnung mit Flaggen an Strandkörben zu dokumentieren, und spiegelt als bildliche Besetzung des öffentlichen Raums, dem Historiker Frank Bajohr zufolge, einen schleichenden Formwandel wider. Bereits im Jahr 1920, als die NSDAP noch eine unbedeutende Partei in München war, schilderte ein Urlauber der Insel Juist die Symbolik im Vorwege von antisemitischen Ausschreitungen in den Seebädern: „Flaggen flattern am Strande, schwarz-weiß-rot und schwarzweiß. Burgen stehen da, viele hundert, und auf dem Burggraben wird das Hakenkreuz eingemauert und weht hoch in der Luft auf den Fahnen.“
Die Strandkultur der Trutzburg hat über viele Jahrzehnte mehrere politische Systeme überdauert, doch seit den 1990er-Jahren ist ein deutlicher Rückgang zu verzeichnen. Das „deutsche Ungetüm“ wandelte sich zum Strandsofa mit den Attributen des dolce far niente, der süßen Kunst des Müßiggangs. Auch die Nutzungsgewohnheiten haben sich, den Urlaubsaktivitäten entsprechend, verändert; Strandkörbe werden hauptsächlich tageweise und nur noch selten wochenweise oder über eine ganze Urlaubszeit angemietet. Sandburgen aber geraten, so wie sie im Wind verwehen, zur Metapher für Vergänglichkeit.
An einigen Stellen des Ostseestrandes von Świnoujście (Swinemünde) werden im Sommer Strandkörbe aufgestellt, obwohl Polen eigentlich Wert auf die Feststellung legen, dass Deutschland an der Oder-Neiße-Grenze aufhört. Die Streckenkilometer der Usedomer Bäderbahn sind noch auf Swinemünde abgestellt.

### Literatur und Kunst

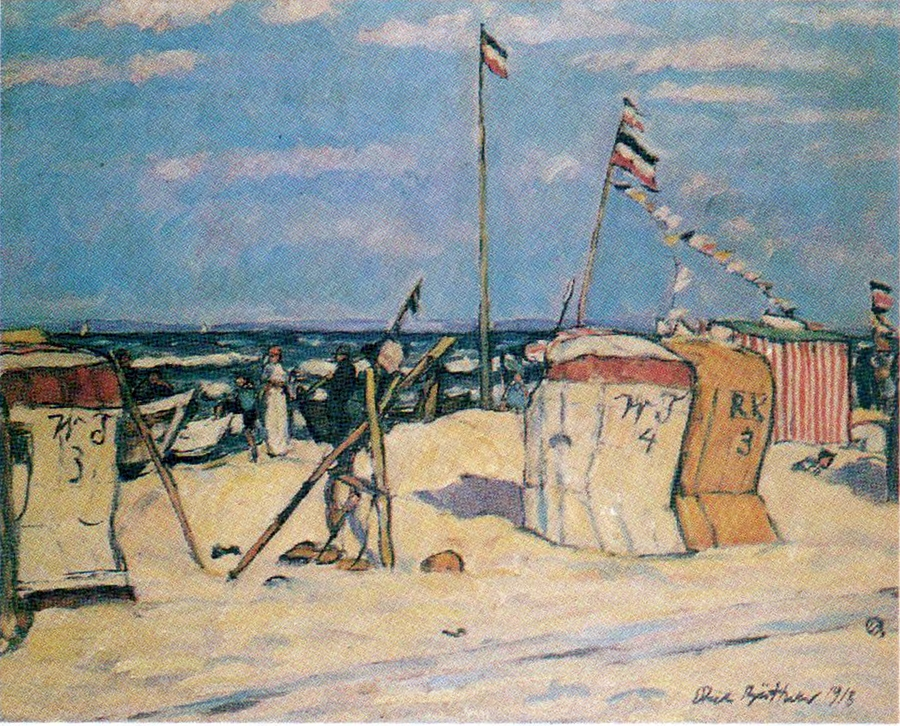
Erich Büttner: Der Strand bei Heringsdorf (1915)

### Als Motiv im Film

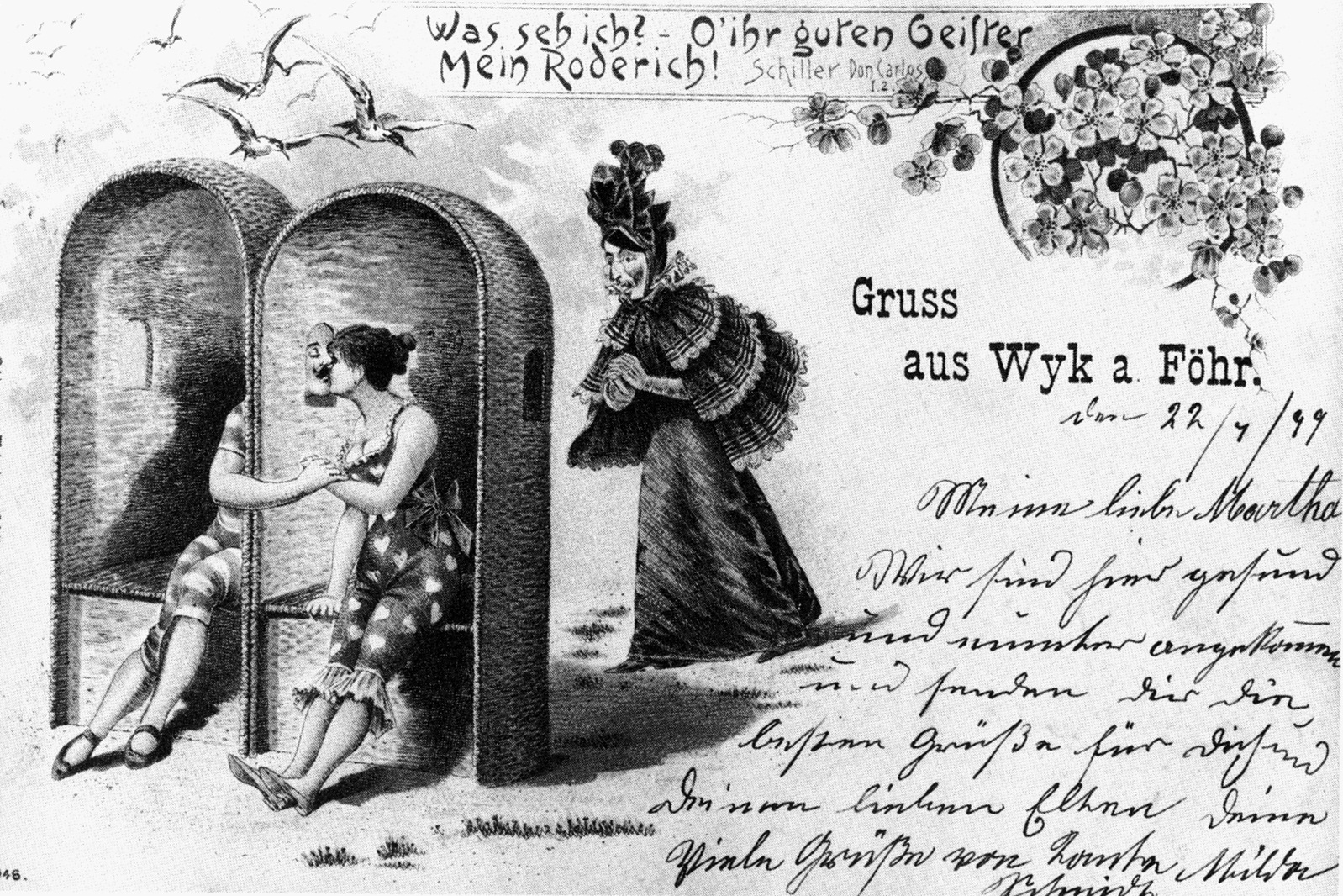
Postkarte (1900)

## G8-Gipfel im Strandkorb

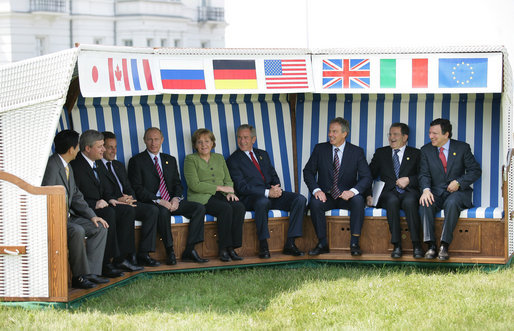
G8-Gipfel im Großstrandkorb (2007)